# BMW M1

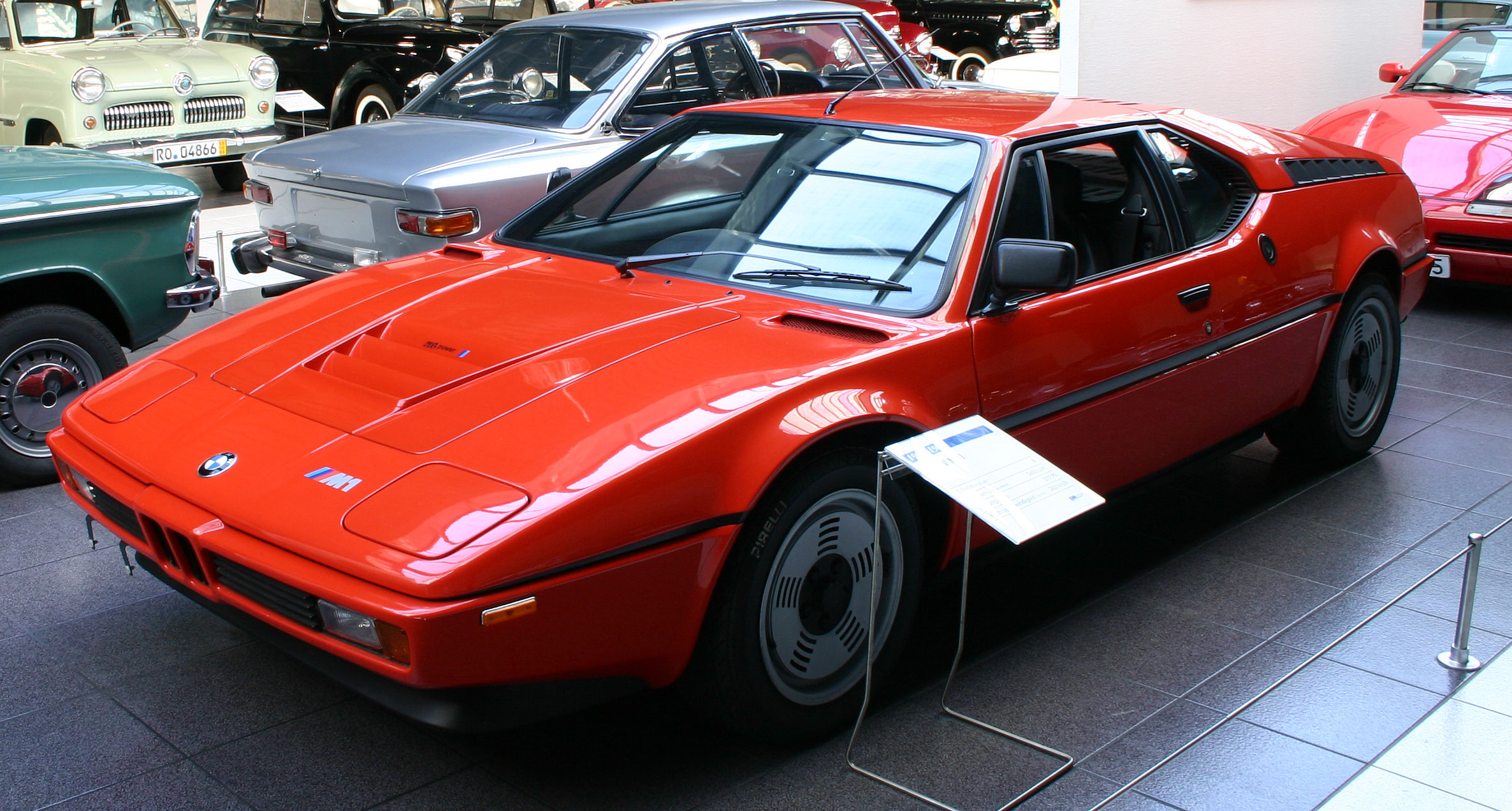
Een BMW M1

De BMW M1 is een auto met verbrandingsmotor die vanaf 1979 tot 1981 geproduceerd werd door het Duitse autobedrijf BMW. Het is tot dusverre de enige BMW met een middenmotor, een M88/1 3.5 L6 cilinder, en de eerste BMW met middenmotor die in productie ging.
De M1 is een van de weinige auto's waarvan vanuit het seriemodel een raceversie is ontstaan. Zo kon bijvoorbeeld het chassis zonder grote modificaties worden gebruikt voor een raceauto. Het vermogen is afhankelijk van de versie en varieert van 277 tot 950 pk. De topsnelheid van de straatversie bedraagt 262 km/h, die van de circuitversie 310 km/h.

## Ontstaansgeschiedenis
Het ontstaan van de BMW M1 ligt in de autosport. BMW wilde de consument lokken die normaal een Ferrari, Aston Martin, Jaguar, Lotus kocht. De fabriek wilde binnen twee jaar 400 stuks van de straatversies op de markt hebben (homologatie), en ging ervan uit dat dit doel in het voorjaar van 1978 zou zijn gehaald. De voorloper van de BMW M1 was de BMW Turbo met vleugeldeuren. Ook deze auto had een middenmotor en opklaplampen. Er zijn er twee van gebouwd, die nu beide in musea staan.

## Project E26
De langdurige geruchten dat BMW aan een bijzonder project werkte werden in het voorjaar van 1977 op de Autosalon van Genève bevestigd.
Intern kreeg het project de naam E26. Het productieaantal van 800 was te klein naar de maatstaven van een gewone autofabrikant. Er werden externe partners gevonden in de oude samenwerkingspartners Lamborghini en Michelotti. ItalDesign ontwerper Giorgetto Giugiaro ontwierp de carrosserie van het bijzondere project. Lamborghini en BMW Motorsport GmbH zorgden voor de constructie en montage. De aandrijving, een van de specialiteiten van BMW, lag in handen van Martin Braungart en Paul Roche. Er werd getwijfeld tussen een acht- of twaalfcilinder motor. Uiteindelijk werd ervoor gekozen een bestaande M30 zescilinder te modificeren. Voor de M88 motor van de M1 werd alleen het blok van de M30 gebruikt. Daarnaast werd een nieuwe cilinderkop ontwikkeld, alsmede mechanische benzine-inspuiting en een dry-sump smering. Uiteindelijk was de motor pas medio 1977 klaar.

## Nog meer tegenslag
Naast de problemen rond het ontwikkelen van de motor zorgde nog een ander probleem voor vertraging. Lamborghini was in financiële nood geraakt en ondanks de hoge kwaliteit en veel kennis van het automerk moest de samenwerking in de beslissende fase opgezegd worden. Lamborghini stond op het punt te worden gesloten; vlak voor de bezetting door het personeel, werden in een nachtelijke actie alle prototypes vanuit de fabriek in Modena naar Duitsland gebracht. Nu de productiecapaciteit van Lamborghini was afgevallen nam de firma Baur de eindmontage voor zijn rekening. Maar er waren problemen tussen de onderdelenleveranciers en het bedrijf Baur. Nadat een aantal voormalige ingenieurs de projectgroep Italengineering hadden opgericht, dat minder dan 10 km van de fabriek lag, kon het project M1 zijn doorgang vinden.

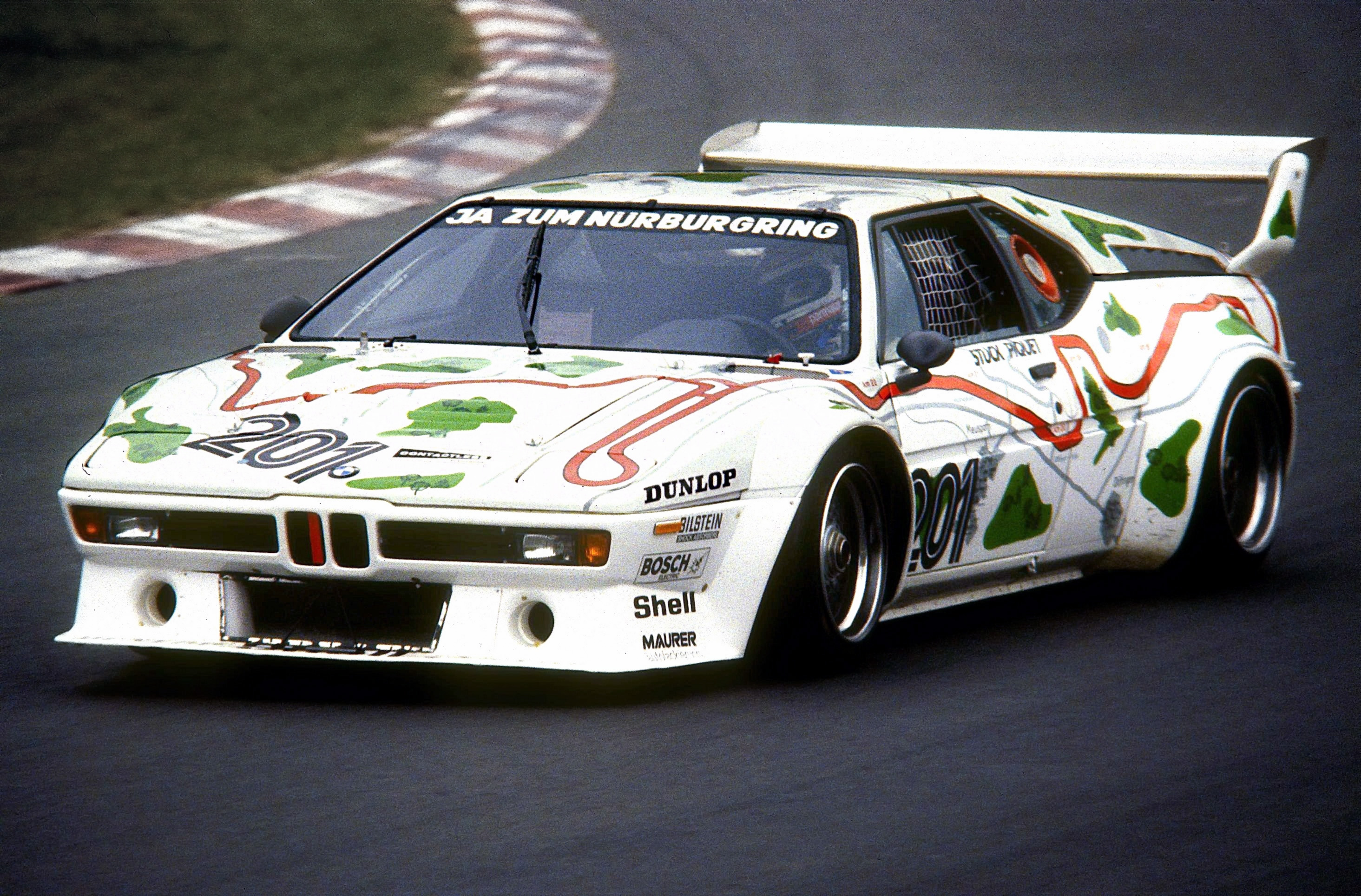
Nelson Piquet 1980 met BMW M1 op de Nürburgring

## Partners van de M1
De partners van het M1-project waren: Lamborghini, T.I.R (waarvan Ferrari ook een klant was), Italdesign, Baur. Zij namen de volgende delen voor hun rekening:
- Lamborghini: buizenchassis
- T.I.R: kunststof carrosserie
- Italdesign: componenten
- Baur: assemblage

Uiteindelijk werd pas in februari 1979 de eerste M1 bij BMW afgeleverd. De raceversie was door strengere regelgeving die inmiddels van kracht was geworden geen succes, en talloze auto's uit deze serie werden als straatversie aan particulieren verkocht. Het is niet duidelijk of BMW werkelijk geld heeft verdiend aan het project, maar het verbeteren van het imago van het bedrijf heeft wellicht een positieve uitwerking gehad op de BMW-verkoopcijfers.

## M1 Hommage Concept
In april 2008 werd het BMW M1 Hommage Concept voorgesteld. Exact 30 jaar na de M1 van de jaren 70 is dit een moderne interpretatie met de klassieke lijnen.

## Autosport
Jochen Neerpasch, eindverantwoordelijke voor de motorsport afdeling binnen BMW, had het idee om de M1 mee te laten doe als fabrieksteam aan het World Sportscar Championship seizoen 1979. Daarnaast zou de auto ook beschikbaar worden, aangepast aan het reglement voor andere autosportklasse. Maar door verschillende reglementswijzigingen van de FISA tijdens de vertraagde bouw en ontwikkeling van de auto was dit uiteindelijk niet mogelijk. Uiteindelijk werd er gedacht aan een autosportklasse met alleen BMW M1-modellen aan de start, genaamd Procar Championship. Om coureurs geïnteresseerd te laten raken in het kampioenschap benaderde Neerpasch Max Mosley, toentertijd hoofdverantwoordelijke bij March Engineering. BMW was fabriekspartner van March in het Formule 2-kampioenschap. Mosley was ook lid van Formula One Constructors Association en benutte zijn positie om de andere Formule 1-constructeurs ervan te overtuigen om de coureurs van de teams mee te laten doen aan het kampioenschap. De Procar Championship races werden alleen tijdens Formule 1 Grand Prix in Europa gehouden in het jaar 1979 en 1980.

## Wegauto's tijdlijn, 1952 tot nu
| BMW-modellen van 1952 tot heden | BMW-modellen van 1952 tot heden | BMW-modellen van 1952 tot heden | BMW-modellen van 1952 tot heden | BMW-modellen van 1952 tot heden | BMW-modellen van 1952 tot heden | BMW-modellen van 1952 tot heden | BMW-modellen van 1952 tot heden | BMW-modellen van 1952 tot heden | BMW-modellen van 1952 tot heden | BMW-modellen van 1952 tot heden | BMW-modellen van 1952 tot heden | BMW-modellen van 1952 tot heden | BMW-modellen van 1952 tot heden | BMW-modellen van 1952 tot heden | BMW-modellen van 1952 tot heden | BMW-modellen van 1952 tot heden | BMW-modellen van 1952 tot heden | BMW-modellen van 1952 tot heden | BMW-modellen van 1952 tot heden | BMW-modellen van 1952 tot heden | BMW-modellen van 1952 tot heden | BMW-modellen van 1952 tot heden | BMW-modellen van 1952 tot heden | BMW-modellen van 1952 tot heden | BMW-modellen van 1952 tot heden | BMW-modellen van 1952 tot heden | BMW-modellen van 1952 tot heden | BMW-modellen van 1952 tot heden | BMW-modellen van 1952 tot heden | BMW-modellen van 1952 tot heden | BMW-modellen van 1952 tot heden | BMW-modellen van 1952 tot heden | BMW-modellen van 1952 tot heden | BMW-modellen van 1952 tot heden | BMW-modellen van 1952 tot heden | BMW-modellen van 1952 tot heden | BMW-modellen van 1952 tot heden | BMW-modellen van 1952 tot heden | BMW-modellen van 1952 tot heden | BMW-modellen van 1952 tot heden | BMW-modellen van 1952 tot heden | BMW-modellen van 1952 tot heden | BMW-modellen van 1952 tot heden | BMW-modellen van 1952 tot heden | BMW-modellen van 1952 tot heden | BMW-modellen van 1952 tot heden | BMW-modellen van 1952 tot heden | BMW-modellen van 1952 tot heden | BMW-modellen van 1952 tot heden | BMW-modellen van 1952 tot heden | BMW-modellen van 1952 tot heden | BMW-modellen van 1952 tot heden | BMW-modellen van 1952 tot heden | BMW-modellen van 1952 tot heden | BMW-modellen van 1952 tot heden | BMW-modellen van 1952 tot heden | BMW-modellen van 1952 tot heden | BMW-modellen van 1952 tot heden | BMW-modellen van 1952 tot heden | BMW-modellen van 1952 tot heden | BMW-modellen van 1952 tot heden | BMW-modellen van 1952 tot heden | BMW-modellen van 1952 tot heden | BMW-modellen van 1952 tot heden | BMW-modellen van 1952 tot heden | BMW-modellen van 1952 tot heden | BMW-modellen van 1952 tot heden | BMW-modellen van 1952 tot heden | BMW-modellen van 1952 tot heden | BMW-modellen van 1952 tot heden | BMW-modellen van 1952 tot heden | BMW-modellen van 1952 tot heden | BMW-modellen van 1952 tot heden | BMW-modellen van 1952 tot heden | BMW-modellen van 1952 tot heden | BMW-modellen van 1952 tot heden |
| ------------------------------- | ------------------------------- | ------------------------------- | ------------------------------- | ------------------------------- | ------------------------------- | ------------------------------- | ------------------------------- | ------------------------------- | ------------------------------- | ------------------------------- | ------------------------------- | ------------------------------- | ------------------------------- | ------------------------------- | ------------------------------- | ------------------------------- | ------------------------------- | ------------------------------- | ------------------------------- | ------------------------------- | ------------------------------- | ------------------------------- | ------------------------------- | ------------------------------- | ------------------------------- | ------------------------------- | ------------------------------- | ------------------------------- | ------------------------------- | ------------------------------- | ------------------------------- | ------------------------------- | ------------------------------- | ------------------------------- | ------------------------------- | ------------------------------- | ------------------------------- | ------------------------------- | ------------------------------- | ------------------------------- | ------------------------------- | ------------------------------- | ------------------------------- | ------------------------------- | ------------------------------- | ------------------------------- | ------------------------------- | ------------------------------- | ------------------------------- | ------------------------------- | ------------------------------- | ------------------------------- | ------------------------------- | ------------------------------- | ------------------------------- | ------------------------------- | ------------------------------- | ------------------------------- | ------------------------------- | ------------------------------- | ------------------------------- | ------------------------------- | ------------------------------- | ------------------------------- | ------------------------------- | ------------------------------- | ------------------------------- | ------------------------------- | ------------------------------- | ------------------------------- | ------------------------------- | ------------------------------- | ------------------------------- | ------------------------------- | ------------------------------- | ------------------------------- |
| Type                            | Serie                           | Jaren 50                        | Jaren 50                        | Jaren 50                        | Jaren 50                        | Jaren 50                        | Jaren 50                        | Jaren 50                        | Jaren 50                        | Jaren 60                        | Jaren 60                        | Jaren 60                        | Jaren 60                        | Jaren 60                        | Jaren 60                        | Jaren 60                        | Jaren 60                        | Jaren 60                        | Jaren 60                        | Jaren 70                        | Jaren 70                        | Jaren 70                        | Jaren 70                        | Jaren 70                        | Jaren 70                        | Jaren 70                        | Jaren 70                        | Jaren 70                        | Jaren 70                        | Jaren 80                        | Jaren 80                        | Jaren 80                        | Jaren 80                        | Jaren 80                        | Jaren 80                        | Jaren 80                        | Jaren 80                        | Jaren 80                        | Jaren 80                        | Jaren 90                        | Jaren 90                        | Jaren 90                        | Jaren 90                        | Jaren 90                        | Jaren 90                        | Jaren 90                        | Jaren 90                        | Jaren 90                        | Jaren 90                        | Jaren 00                        | Jaren 00                        | Jaren 00                        | Jaren 00                        | Jaren 00                        | Jaren 00                        | Jaren 00                        | Jaren 00                        | Jaren 00                        | Jaren 00                        | Jaren 10                        | Jaren 10                        | Jaren 10                        | Jaren 10                        | Jaren 10                        | Jaren 10                        | Jaren 10                        | Jaren 10                        | Jaren 10                        | Jaren 10                        | Jaren 20                        | Jaren 20                        | Jaren 20                        | Jaren 20                        | Jaren 20                        |                                 |                                 |
| Type                            | Serie                           | 2                               | 3                               | 4                               | 5                               | 6                               | 7                               | 8                               | 9                               | 0                               | 1                               | 2                               | 3                               | 4                               | 5                               | 6                               | 7                               | 8                               | 9                               | 0                               | 1                               | 2                               | 3                               | 4                               | 5                               | 6                               | 7                               | 8                               | 9                               | 0                               | 1                               | 2                               | 3                               | 4                               | 5                               | 6                               | 7                               | 8                               | 9                               | 0                               | 1                               | 2                               | 3                               | 4                               | 5                               | 6                               | 7                               | 8                               | 9                               | 0                               | 1                               | 2                               | 3                               | 4                               | 5                               | 6                               | 7                               | 8                               | 9                               | 0                               | 1                               | 2                               | 3                               | 4                               | 5                               | 6                               | 7                               | 8                               | 9                               | 0                               | 1                               | 2                               | 3                               | 4                               |                                 |                                 |
| Dwergauto                       | Iso                             |                                 |                                 |                                 | Isetta                          | Isetta                          | Isetta                          | Isetta                          | Isetta                          | Isetta                          | Isetta                          | Isetta                          |                                 |                                 |                                 |                                 |                                 |                                 |                                 |                                 |                                 |                                 |                                 |                                 |                                 |                                 |                                 |                                 |                                 |                                 |                                 |                                 |                                 |                                 |                                 |                                 |                                 |                                 |                                 |                                 |                                 |                                 |                                 |                                 |                                 |                                 |                                 |                                 |                                 |                                 |                                 |                                 |                                 |                                 |                                 |                                 |                                 |                                 |                                 |                                 |                                 |                                 |                                 |                                 |                                 |                                 |                                 |                                 |                                 |                                 |                                 |                                 |                                 |                                 |                                 |                                 |
| Miniklasse                      |                                 |                                 |                                 |                                 |                                 |                                 | 600                             | 600                             | 600                             |                                 |                                 |                                 |                                 |                                 |                                 |                                 |                                 |                                 |                                 |                                 |                                 |                                 |                                 |                                 |                                 |                                 |                                 |                                 |                                 |                                 |                                 |                                 |                                 |                                 |                                 |                                 |                                 |                                 |                                 |                                 |                                 |                                 |                                 |                                 |                                 |                                 |                                 |                                 |                                 |                                 |                                 |                                 |                                 |                                 |                                 |                                 |                                 |                                 |                                 |                                 |                                 |                                 |                                 |                                 |                                 |                                 |                                 |                                 |                                 |                                 |                                 |                                 |                                 |                                 |                                 |                                 |
| Compacte klasse                 |                                 |                                 |                                 |                                 |                                 |                                 |                                 |                                 | 700                             | 700                             | 700                             | 700                             | 700                             | 700                             | 700                             |                                 |                                 |                                 |                                 |                                 |                                 |                                 |                                 |                                 |                                 |                                 |                                 |                                 |                                 |                                 |                                 |                                 |                                 |                                 |                                 |                                 |                                 |                                 |                                 |                                 |                                 |                                 |                                 |                                 |                                 |                                 |                                 |                                 |                                 |                                 |                                 |                                 |                                 |                                 |                                 |                                 |                                 |                                 |                                 |                                 |                                 |                                 | i3 (I01)                        | i3 (I01)                        | i3 (I01)                        | i3 (I01)                        | i3 (I01)                        | i3 (I01)                        | i3 (I01)                        | i3 (I01)                        | i3 (I01)                        | i3 (I01)                        |                                 |                                 |                                 |                                 |
| Compacte middenklasse           | 1                               |                                 |                                 |                                 |                                 |                                 |                                 |                                 |                                 |                                 |                                 |                                 |                                 |                                 |                                 |                                 |                                 |                                 |                                 |                                 | 02 touring                      | 02 touring                      | 02 touring                      | 02 touring                      |                                 |                                 |                                 |                                 |                                 |                                 |                                 |                                 |                                 |                                 |                                 |                                 |                                 |                                 |                                 |                                 |                                 |                                 |                                 | E36 compact                     | E36 compact                     | E36 compact                     | E36 compact                     | E36 compact                     | E36 compact                     | E36 compact                     | E46 compact                     | E46 compact                     | E46 compact                     | E46 compact                     | E81/E82 /E87/E88                | E81/E82 /E87/E88                | E81/E82 /E87/E88                | E81/E82 /E87/E88                | E81/E82 /E87/E88                | E81/E82 /E87/E88                | E81/E82 /E87/E88                | F20/F21                         | F20/F21                         | F20/F21                         | F20/F21                         | F20/F21                         | F20/F21                         | F20/F21                         | F40                             | F40                             | F40                             | F40                             | F40                             | F40                             |                                 |                                 |
| Compacte middenklasse           | 2                               |                                 |                                 |                                 |                                 |                                 |                                 |                                 |                                 |                                 |                                 |                                 |                                 |                                 |                                 |                                 |                                 |                                 |                                 |                                 |                                 |                                 |                                 |                                 |                                 |                                 |                                 |                                 |                                 |                                 |                                 |                                 |                                 |                                 |                                 |                                 |                                 |                                 |                                 |                                 |                                 |                                 |                                 |                                 |                                 |                                 |                                 |                                 |                                 |                                 |                                 |                                 |                                 |                                 |                                 |                                 |                                 |                                 |                                 |                                 |                                 |                                 |                                 |                                 |                                 |                                 |                                 |                                 | F44                             | F44                             | F44                             | F44                             | F44                             | F44                             |                                 |                                 |
| Middenklasse                    | 3                               |                                 |                                 |                                 |                                 |                                 |                                 |                                 |                                 |                                 |                                 |                                 |                                 |                                 |                                 | 1602/1802/2002                  | 1602/1802/2002                  | 1602/1802/2002                  | 1602/1802/2002                  | 1602/1802/2002                  | 1602/1802/2002                  | 1602/1802/2002                  | 1602/1802/2002                  | 1602/1802/2002                  | E21                             | E21                             | E21                             | E21                             | E21                             | E21                             | E21                             | E21                             | E30                             | E30                             | E30                             | E30                             | E30                             | E30                             | E30                             | E30                             | E30                             | E36                             | E36                             | E36                             | E36                             | E36                             | E36                             | E36                             | E46                             | E46                             | E46                             | E46                             | E46                             | E46                             | E46                             | E90-E93                         | E90-E93                         | E90-E93                         | E90-E93                         | E90-E93                         | E90-E93                         | F30-F31                         | F30-F31                         | F30-F31                         | F30-F31                         | F30-F31                         | F30-F31                         | F30-F31                         | G20                             | G20                             | G20                             | G20                             | G20                             | G20                             |                                 |                                 |
| Middenklasse                    | 3 GT                            |                                 |                                 |                                 |                                 |                                 |                                 |                                 |                                 |                                 |                                 |                                 |                                 |                                 |                                 |                                 | 1600 GT                         | 1600 GT                         |                                 |                                 |                                 |                                 |                                 |                                 |                                 |                                 |                                 |                                 |                                 |                                 |                                 |                                 |                                 |                                 |                                 |                                 |                                 |                                 |                                 |                                 |                                 |                                 |                                 |                                 |                                 |                                 |                                 |                                 |                                 |                                 |                                 |                                 |                                 |                                 |                                 |                                 |                                 |                                 |                                 |                                 |                                 |                                 | F34                             | F34                             | F34                             | F34                             | F34                             | F34                             | F34                             | F34                             |                                 |                                 |                                 |                                 |                                 |                                 |
| Hogere Middenklasse             | 5                               |                                 |                                 |                                 |                                 |                                 |                                 |                                 |                                 |                                 | 1500/1800/2000                  | 1500/1800/2000                  | 1500/1800/2000                  | 1500/1800/2000                  | 1500/1800/2000                  | 1500/1800/2000                  | 1500/1800/2000                  | 1500/1800/2000                  | 1500/1800/2000                  | 1500/1800/2000                  | 1500/1800/2000                  | 1500/1800/2000                  | E12                             | E12                             | E12                             | E12                             | E12                             | E12                             | E12                             | E12                             | E28                             | E28                             | E28                             | E28                             | E28                             | E28                             | E28                             | E34                             | E34                             | E34                             | E34                             | E34                             | E34                             | E34                             | E34                             | E39                             | E39                             | E39                             | E39                             | E39                             | E39                             | E39                             | E60-E62                         | E60-E62                         | E60-E62                         | E60-E62                         | E60-E62                         | E60-E62                         | E60-E62                         | F10                             | F10                             | F10                             | F10                             | F10                             | F10                             | G30                             | G30                             | G30                             | G30                             | G30                             | G30                             | G30                             | G60                             | G60                             |                                 |                                 |
| Hogere Middenklasse             | 5 GT                            |                                 |                                 |                                 |                                 |                                 |                                 |                                 |                                 |                                 |                                 |                                 |                                 |                                 |                                 |                                 |                                 |                                 |                                 |                                 |                                 |                                 |                                 |                                 |                                 |                                 |                                 |                                 |                                 |                                 |                                 |                                 |                                 |                                 |                                 |                                 |                                 |                                 |                                 |                                 |                                 |                                 |                                 |                                 |                                 |                                 |                                 |                                 |                                 |                                 |                                 |                                 |                                 |                                 |                                 |                                 |                                 |                                 |                                 | F07                             | F07                             | F07                             | F07                             | F07                             | F07                             |                                 |                                 |                                 |                                 |                                 |                                 |                                 |                                 |                                 |                                 |                                 |
| Topklasse                       | 7                               | 501/502/2.6/3.2/2600/3200       | 501/502/2.6/3.2/2600/3200       | 501/502/2.6/3.2/2600/3200       | 501/502/2.6/3.2/2600/3200       | 501/502/2.6/3.2/2600/3200       | 501/502/2.6/3.2/2600/3200       | 501/502/2.6/3.2/2600/3200       | 501/502/2.6/3.2/2600/3200       | 501/502/2.6/3.2/2600/3200       | 501/502/2.6/3.2/2600/3200       | 501/502/2.6/3.2/2600/3200       | 501/502/2.6/3.2/2600/3200       | 501/502/2.6/3.2/2600/3200       |                                 |                                 |                                 | E3                              | E3                              | E3                              | E3                              | E3                              | E3                              | E3                              | E3                              | E3                              | E3                              | E23                             | E23                             | E23                             | E23                             | E23                             | E23                             | E23                             | E23                             | E23                             | E32                             | E32                             | E32                             | E32                             | E32                             | E32                             | E32                             | E32                             | E38                             | E38                             | E38                             | E38                             | E38                             | E38                             | E65/E66                         | E65/E66                         | E65/E66                         | E65/E66                         | E65/E66                         | E65/E66                         | E65/E66                         | F01/F02                         | F01/F02                         | F01/F02                         | F01/F02                         | F01/F02                         | F01/F02                         | F01/F02                         | G11                             | G11                             | G11                             | G11                             | G11                             | G11                             | G11                             | G70                             | G70                             | G70                             |                                 |                                 |
| Coupé                           | 2                               |                                 |                                 |                                 |                                 |                                 |                                 |                                 |                                 |                                 |                                 |                                 |                                 |                                 |                                 |                                 |                                 |                                 |                                 |                                 |                                 |                                 |                                 |                                 |                                 |                                 |                                 |                                 |                                 |                                 |                                 |                                 |                                 |                                 |                                 |                                 |                                 |                                 |                                 |                                 |                                 |                                 |                                 |                                 |                                 |                                 |                                 |                                 |                                 |                                 |                                 |                                 |                                 |                                 |                                 |                                 |                                 |                                 |                                 |                                 |                                 |                                 | F22                             | F22                             | F22                             | F22                             | F22                             | F22                             | F22                             | F22                             | G42                             | G42                             | G42                             | G42                             | G42                             | G42                             |
| Coupé                           | 4                               |                                 |                                 |                                 |                                 |                                 |                                 |                                 |                                 |                                 |                                 |                                 |                                 |                                 |                                 |                                 |                                 |                                 |                                 |                                 |                                 |                                 |                                 |                                 |                                 |                                 |                                 |                                 |                                 |                                 |                                 |                                 |                                 |                                 |                                 |                                 |                                 |                                 |                                 |                                 |                                 |                                 |                                 |                                 |                                 |                                 |                                 |                                 |                                 |                                 |                                 |                                 |                                 |                                 |                                 |                                 |                                 |                                 |                                 |                                 |                                 |                                 | F32                             | F32                             | F32                             | F32                             | F32                             | F32                             | F32                             | G22                             | G22                             | G22                             | G22                             | G22                             |                                 |                                 |
| Coupé                           | 4                               |                                 |                                 |                                 |                                 |                                 |                                 |                                 |                                 |                                 |                                 |                                 |                                 |                                 |                                 |                                 |                                 |                                 |                                 |                                 |                                 |                                 |                                 |                                 |                                 |                                 |                                 |                                 |                                 |                                 |                                 |                                 |                                 |                                 |                                 |                                 |                                 |                                 |                                 |                                 |                                 |                                 |                                 |                                 |                                 |                                 |                                 |                                 |                                 |                                 |                                 |                                 |                                 |                                 |                                 |                                 |                                 |                                 |                                 |                                 |                                 |                                 |                                 |                                 |                                 |                                 |                                 |                                 | i4 (G26)                        |                                 |                                 |                                 |                                 |                                 |                                 |                                 |
| Coupé                           | 6                               |                                 |                                 |                                 |                                 |                                 |                                 |                                 |                                 |                                 |                                 |                                 |                                 |                                 | 2000 CS                         | 2000 CS                         | 2000 CS                         | 2000 CS                         | E9                              | E9                              | E9                              | E9                              | E9                              | E9                              | E9                              | E24                             | E24                             | E24                             | E24                             | E24                             | E24                             | E24                             | E24                             | E24                             | E24                             | E24                             | E24                             | E24                             | E24                             |                                 |                                 |                                 |                                 |                                 |                                 |                                 |                                 |                                 |                                 |                                 |                                 |                                 |                                 | E63/E64                         | E63/E64                         | E63/E64                         | E63/E64                         | E63/E64                         | E63/E64                         | E63/E64                         | F12/F13                         | F12/F13                         | F12/F13                         | F12/F13                         | F12/F13                         | F12/F13                         | G32                             | G32                             | G32                             | G32                             | G32                             | G32                             | G32                             |                                 |                                 |                                 |
| Coupé                           | 8                               |                                 |                                 |                                 |                                 |                                 |                                 |                                 |                                 |                                 |                                 | 3200 CS                         | 3200 CS                         | 3200 CS                         |                                 |                                 | Glas 3000 V8                    | Glas 3000 V8                    |                                 |                                 |                                 |                                 |                                 |                                 |                                 |                                 |                                 |                                 |                                 |                                 |                                 |                                 |                                 |                                 |                                 |                                 |                                 |                                 | E31                             | E31                             | E31                             | E31                             | E31                             | E31                             | E31                             | E31                             | E31                             | E31                             | E31                             |                                 |                                 |                                 |                                 |                                 |                                 |                                 |                                 |                                 |                                 |                                 |                                 |                                 |                                 |                                 |                                 |                                 |                                 | G15                             | G15                             | G15                             | G15                             | G15                             | G15                             | G15                             |                                 |                                 |
| Roadsters                       | Z                               |                                 |                                 |                                 |                                 |                                 |                                 |                                 |                                 |                                 |                                 |                                 |                                 |                                 |                                 |                                 |                                 |                                 |                                 |                                 |                                 |                                 |                                 |                                 |                                 |                                 |                                 |                                 |                                 |                                 |                                 |                                 |                                 |                                 |                                 |                                 |                                 | Z1 (E30)                        | Z1 (E30)                        | Z1 (E30)                        | Z1 (E30)                        |                                 |                                 |                                 |                                 | Z3 (E36)                        | Z3 (E36)                        | Z3 (E36)                        | Z3 (E36)                        | Z3 (E36)                        | Z3 (E36)                        | Z3 (E36)                        | Z4 (E85/E86)                    | Z4 (E85/E86)                    | Z4 (E85/E86)                    | Z4 (E85/E86)                    | Z4 (E85/E86)                    | Z4 (E85/E86)                    | Z4 (E89)                        | Z4 (E89)                        | Z4 (E89)                        | Z4 (E89)                        | Z4 (E89)                        | Z4 (E89)                        | Z4 (E89)                        |                                 |                                 | Z4 (G29)                        | Z4 (G29)                        | Z4 (G29)                        | Z4 (G29)                        | Z4 (G29)                        | Z4 (G29)                        | Z4 (G29)                        |                                 |                                 |
| Roadsters                       | Z                               |                                 |                                 |                                 |                                 |                                 |                                 |                                 |                                 |                                 |                                 |                                 |                                 |                                 |                                 |                                 |                                 |                                 |                                 |                                 |                                 |                                 |                                 |                                 |                                 |                                 |                                 |                                 |                                 |                                 |                                 |                                 |                                 |                                 |                                 |                                 |                                 |                                 |                                 |                                 |                                 |                                 |                                 |                                 |                                 |                                 |                                 | Z8 (E52)                        |                                 |                                 |                                 |                                 |                                 |                                 |                                 |                                 |                                 |                                 |                                 |                                 |                                 |                                 |                                 |                                 |                                 |                                 |                                 |                                 |                                 |                                 |                                 |                                 |                                 |                                 |                                 |                                 |
| Sportwagens                     |                                 |                                 |                                 |                                 |                                 | 503/507                         | 503/507                         | 503/507                         | 503/507                         |                                 |                                 |                                 |                                 |                                 |                                 |                                 |                                 |                                 |                                 |                                 |                                 |                                 |                                 |                                 |                                 |                                 |                                 | M1                              | M1                              | M1                              | M1                              |                                 |                                 |                                 |                                 |                                 |                                 |                                 |                                 |                                 |                                 |                                 |                                 |                                 |                                 |                                 |                                 |                                 |                                 |                                 |                                 |                                 |                                 |                                 |                                 |                                 |                                 |                                 |                                 |                                 |                                 |                                 |                                 | i8 (I12/I15)                    | i8 (I12/I15)                    | i8 (I12/I15)                    | i8 (I12/I15)                    | i8 (I12/I15)                    | i8 (I12/I15)                    | i8 (I12/I15)                    |                                 |                                 |                                 |                                 |                                 |                                 |
| MPV                             | 2                               |                                 |                                 |                                 |                                 |                                 |                                 |                                 |                                 |                                 |                                 |                                 |                                 |                                 |                                 |                                 |                                 |                                 |                                 |                                 |                                 |                                 |                                 |                                 |                                 |                                 |                                 |                                 |                                 |                                 |                                 |                                 |                                 |                                 |                                 |                                 |                                 |                                 |                                 |                                 |                                 |                                 |                                 |                                 |                                 |                                 |                                 |                                 |                                 |                                 |                                 |                                 |                                 |                                 |                                 |                                 |                                 |                                 |                                 |                                 |                                 |                                 |                                 | F45/F46                         | F45/F46                         | F45/F46                         | F45/F46                         | F45/F46                         | F45/F46                         | F45/F46                         | F45/F46                         | U06                             | U06                             | U06                             |                                 |                                 |
| SUV                             | X1                              |                                 |                                 |                                 |                                 |                                 |                                 |                                 |                                 |                                 |                                 |                                 |                                 |                                 |                                 |                                 |                                 |                                 |                                 |                                 |                                 |                                 |                                 |                                 |                                 |                                 |                                 |                                 |                                 |                                 |                                 |                                 |                                 |                                 |                                 |                                 |                                 |                                 |                                 |                                 |                                 |                                 |                                 |                                 |                                 |                                 |                                 |                                 |                                 |                                 |                                 |                                 |                                 |                                 |                                 |                                 |                                 |                                 |                                 | E84                             | E84                             | E84                             | E84                             | E84                             | E84                             | F48                             | F48                             | F48                             | F48                             | F48                             | F48                             | U11                             | U11                             | U11                             |                                 |                                 |
| SUV                             | X1                              |                                 |                                 |                                 |                                 |                                 |                                 |                                 |                                 |                                 |                                 |                                 |                                 |                                 |                                 |                                 |                                 |                                 |                                 |                                 |                                 |                                 |                                 |                                 |                                 |                                 |                                 |                                 |                                 |                                 |                                 |                                 |                                 |                                 |                                 |                                 |                                 |                                 |                                 |                                 |                                 |                                 |                                 |                                 |                                 |                                 |                                 |                                 |                                 |                                 |                                 |                                 |                                 |                                 |                                 |                                 |                                 |                                 |                                 |                                 |                                 |                                 |                                 |                                 |                                 |                                 |                                 |                                 |                                 | iX1 (U11)                       |                                 |                                 |                                 |                                 |                                 |                                 |
| SUV                             | X2                              |                                 |                                 |                                 |                                 |                                 |                                 |                                 |                                 |                                 |                                 |                                 |                                 |                                 |                                 |                                 |                                 |                                 |                                 |                                 |                                 |                                 |                                 |                                 |                                 |                                 |                                 |                                 |                                 |                                 |                                 |                                 |                                 |                                 |                                 |                                 |                                 |                                 |                                 |                                 |                                 |                                 |                                 |                                 |                                 |                                 |                                 |                                 |                                 |                                 |                                 |                                 |                                 |                                 |                                 |                                 |                                 |                                 |                                 |                                 |                                 |                                 |                                 |                                 |                                 |                                 |                                 | F39                             | F39                             | F39                             | F39                             | F39                             | F39                             | U10                             |                                 |                                 |
| SUV                             | X2                              |                                 |                                 |                                 |                                 |                                 |                                 |                                 |                                 |                                 |                                 |                                 |                                 |                                 |                                 |                                 |                                 |                                 |                                 |                                 |                                 |                                 |                                 |                                 |                                 |                                 |                                 |                                 |                                 |                                 |                                 |                                 |                                 |                                 |                                 |                                 |                                 |                                 |                                 |                                 |                                 |                                 |                                 |                                 |                                 |                                 |                                 |                                 |                                 |                                 |                                 |                                 |                                 |                                 |                                 |                                 |                                 |                                 |                                 |                                 |                                 |                                 |                                 |                                 |                                 |                                 |                                 |                                 |                                 |                                 |                                 | iX2 (U10)                       |                                 |                                 |                                 |                                 |
| SUV                             | X3                              |                                 |                                 |                                 |                                 |                                 |                                 |                                 |                                 |                                 |                                 |                                 |                                 |                                 |                                 |                                 |                                 |                                 |                                 |                                 |                                 |                                 |                                 |                                 |                                 |                                 |                                 |                                 |                                 |                                 |                                 |                                 |                                 |                                 |                                 |                                 |                                 |                                 |                                 |                                 |                                 |                                 |                                 |                                 |                                 |                                 |                                 |                                 |                                 |                                 |                                 |                                 |                                 | E83                             | E83                             | E83                             | E83                             | E83                             | E83                             | E83                             | E83                             | F25                             | F25                             | F25                             | F25                             | F25                             | F25                             | G01                             | G01                             | G01                             | G01                             | G01                             | G01                             | G01                             |                                 |                                 |
| SUV                             | X3                              |                                 |                                 |                                 |                                 |                                 |                                 |                                 |                                 |                                 |                                 |                                 |                                 |                                 |                                 |                                 |                                 |                                 |                                 |                                 |                                 |                                 |                                 |                                 |                                 |                                 |                                 |                                 |                                 |                                 |                                 |                                 |                                 |                                 |                                 |                                 |                                 |                                 |                                 |                                 |                                 |                                 |                                 |                                 |                                 |                                 |                                 |                                 |                                 |                                 |                                 |                                 |                                 |                                 |                                 |                                 |                                 |                                 |                                 |                                 |                                 |                                 |                                 |                                 |                                 |                                 |                                 | iX3 (G08)                       |                                 |                                 |                                 |                                 |                                 |                                 |                                 |                                 |
| SUV                             | X4                              |                                 |                                 |                                 |                                 |                                 |                                 |                                 |                                 |                                 |                                 |                                 |                                 |                                 |                                 |                                 |                                 |                                 |                                 |                                 |                                 |                                 |                                 |                                 |                                 |                                 |                                 |                                 |                                 |                                 |                                 |                                 |                                 |                                 |                                 |                                 |                                 |                                 |                                 |                                 |                                 |                                 |                                 |                                 |                                 |                                 |                                 |                                 |                                 |                                 |                                 |                                 |                                 |                                 |                                 |                                 |                                 |                                 |                                 |                                 |                                 |                                 |                                 | F26                             | F26                             | F26                             | F26                             | G02                             | G02                             | G02                             | G02                             | G02                             | G02                             | G02                             |                                 |                                 |
| SUV                             | X5                              |                                 |                                 |                                 |                                 |                                 |                                 |                                 |                                 |                                 |                                 |                                 |                                 |                                 |                                 |                                 |                                 |                                 |                                 |                                 |                                 |                                 |                                 |                                 |                                 |                                 |                                 |                                 |                                 |                                 |                                 |                                 |                                 |                                 |                                 |                                 |                                 |                                 |                                 |                                 |                                 |                                 |                                 |                                 |                                 |                                 |                                 |                                 | E53                             | E53                             | E53                             | E53                             | E53                             | E53                             | E53                             | E70                             | E70                             | E70                             | E70                             | E70                             | E70                             | E70                             | F15                             | F15                             | F15                             | F15                             | F15                             | G05                             | G05                             | G05                             | G05                             | G05                             | G05                             | G05                             |                                 |                                 |
| SUV                             | X6                              |                                 |                                 |                                 |                                 |                                 |                                 |                                 |                                 |                                 |                                 |                                 |                                 |                                 |                                 |                                 |                                 |                                 |                                 |                                 |                                 |                                 |                                 |                                 |                                 |                                 |                                 |                                 |                                 |                                 |                                 |                                 |                                 |                                 |                                 |                                 |                                 |                                 |                                 |                                 |                                 |                                 |                                 |                                 |                                 |                                 |                                 |                                 |                                 |                                 |                                 |                                 |                                 |                                 |                                 |                                 |                                 | E71                             | E71                             | E71                             | E71                             | E71                             | E71                             | F16                             | F16                             | F16                             | F16                             | F16                             | F16                             | G06                             | G06                             | G06                             | G06                             | G06                             |                                 |                                 |
| SUV                             | X7                              |                                 |                                 |                                 |                                 |                                 |                                 |                                 |                                 |                                 |                                 |                                 |                                 |                                 |                                 |                                 |                                 |                                 |                                 |                                 |                                 |                                 |                                 |                                 |                                 |                                 |                                 |                                 |                                 |                                 |                                 |                                 |                                 |                                 |                                 |                                 |                                 |                                 |                                 |                                 |                                 |                                 |                                 |                                 |                                 |                                 |                                 |                                 |                                 |                                 |                                 |                                 |                                 |                                 |                                 |                                 |                                 |                                 |                                 |                                 |                                 |                                 |                                 |                                 |                                 |                                 |                                 | G07                             | G07                             | G07                             | G07                             | G07                             | G07                             | G07                             |                                 |                                 |
| SUV                             | iX                              |                                 |                                 |                                 |                                 |                                 |                                 |                                 |                                 |                                 |                                 |                                 |                                 |                                 |                                 |                                 |                                 |                                 |                                 |                                 |                                 |                                 |                                 |                                 |                                 |                                 |                                 |                                 |                                 |                                 |                                 |                                 |                                 |                                 |                                 |                                 |                                 |                                 |                                 |                                 |                                 |                                 |                                 |                                 |                                 |                                 |                                 |                                 |                                 |                                 |                                 |                                 |                                 |                                 |                                 |                                 |                                 |                                 |                                 |                                 |                                 |                                 |                                 |                                 |                                 |                                 |                                 |                                 |                                 |                                 | I20                             | I20                             | I20                             | I20                             |                                 |                                 |